# Clonistria haita
Clonistria haita är en insektsart som först beskrevs av John Obadiah Westwood 1859.  Clonistria haita ingår i släktet Clonistria och familjen Diapheromeridae. Inga underarter finns listade i Catalogue of Life.